# 水城出入口
水城出入口（みずきでいりぐち）は、福岡県太宰府市（料金所の部分は大野城市）にある福岡高速道路2号太宰府線の出入口である。

## 料金所

### 入口
- ブース数：3
  - ETC専用：1
  - 一般：2

## 接続する道路
- 国道3号福岡南バイパス

## 周辺
- 太宰府インターチェンジ（九州自動車道）
- 太宰府市
- 西鉄天神大牟田線下大利駅
- 鹿児島本線水城駅
- 福岡県道112号福岡日田線（旧国道3号）
- 下大利団地
- 大野城市立下大利小学校

## 隣
福岡高速2号太宰府線
(208) 大野城出入口 - (209) 水城出入口 - (8) 太宰府IC